# جيم مكدانيلز
جيم مكدانيلز (بالإنجليزية: Jim McDaniels)‏ (مواليد 2 أبريل 1948 في سكوتسفيل - 6 سبتمبر 2017)، هو لاعب كرة سلة أمريكي سابق. بدأ مسيرته الاحترافية في سنة 1971. تم اختياره من قبل فريق سياتل سوبرسونيكس خلال الدرافت. يبلغ طوله 6 قدم 11 بوصة (2.1 م). اعتزل اللعب في 1978. أحرز خلال مسيرته في الإن بي إيه 2698 نقطة بمعدل 10.0 نقاط في المباراة الواحدة. توفي يوم 6 سبتمبر 2017 عن عمر يناهز 69 سنة.

## المسيرة الاحترافية
لعب مع كارولاينا كوغارز في موسم 1971–72 ، ثم لعب مع سياتل سوبرسونيكس من سنة 1971 إلى 1974، ثم لعب مع أماتوري أوديني في موسم 1974–1975، ثم لعب مع لوس أنجلوس ليكرز في موسم 1975–1976، ثم لعب مع بوفالو بريفز في موسم 1977–1978.

## روابط خارجية
- جيم مكدانيلز على موقع إن بي أي (الإنجليزية)
- جيم مكدانيلز على موقع سبورتس رفرنس (الإنجليزية)
- جيم مكدانيلز على موقع كلية كرة السلة في سبورتس رفرنس.كوم (الإنجليزية)
- جيم مكدانيلز على موقع ريلجم (الإنجليزية)
- جيم مكدانيلز على موقع بروبوليرز (الإنجليزية)